# Zagreb-Trophäe der Männer 1966
Das Ⅳ Zagreb-Trophäe (kroatisch Trofej Zagreba) war die fünfte Austragung der Jugoslawien-Trophäe ein internationales Kleinfeldhandballturnier, das 1966 in Zagreb stattfand. Die drei Spiele der Schweiz, waren die einzigen Länderspiele der Schweiz auf dem Kleinfeld.
Es fand gleichzeitig mit der Feldhandball-Weltmeisterschaft der Männer 1966 statt.

## Tabelle
| Pl.                           | Land        | Sp. | S | U | N | Tore    | Diff. | Punkte |
| ----------------------------- | ----------- | --- | - | - | - | ------- | ----- | ------ |
| 1.                            | Jugoslawien | 3   | 3 | 0 | 0 | 066:240 | +42   | 6      |
| 2.                            | Rumänien    | 3   | 2 | 0 | 1 | 047:420 | +5    | 4      |
| 3.                            | Schweiz     | 3   | 1 | 0 | 2 | 039:570 | −18   | 2      |
| 4.                            | Polen       | 3   | 0 | 0 | 3 | 031:600 | −29   | 0      |
| Quelle: , Stand: 4. Juli 1966 |             |     |   |   |   |         |       |        |

## Spiele
| 30. Juni 1966 | Rumänien               | 17 : 10  | Polen | Eisstadion, Zagreb Zuschauer: 3 000 |
| 30. Juni 1966 | meiste Tore: Gruia (8) | (10 : 4) |       | Eisstadion, Zagreb Zuschauer: 3 000 |
| 30. Juni 1966 | [ 5 ]                  |          |       | Eisstadion, Zagreb Zuschauer: 3 000 |

| 30. Juni 1966 | Schweiz                            | 7 : 23   | Jugoslawien               | Eisstadion, Zagreb Zuschauer: 3 000 Schiedsrichter: Dolezal |
| 30. Juni 1966 | meiste Tore: Seiler & Waler (je 2) | (3 : 10) | meiste Tore: Milković (6) | Eisstadion, Zagreb Zuschauer: 3 000 Schiedsrichter: Dolezal |
| 30. Juni 1966 | [ 6 ]                              |          |                           | Eisstadion, Zagreb Zuschauer: 3 000 Schiedsrichter: Dolezal |

| 1. Juli 1966 | Rumänien                             | 23 : 12  | Schweiz               | Eisstadion, Zagreb Zuschauer: 3 000 Schiedsrichter: Simanovic |
| 1. Juli 1966 | meiste Tore: Costache & Gruia (je 7) | (12 : 3) | meiste Tore: Seiler 5 | Eisstadion, Zagreb Zuschauer: 3 000 Schiedsrichter: Simanovic |
| 1. Juli 1966 | [ 1 ]                                |          |                       | Eisstadion, Zagreb Zuschauer: 3 000 Schiedsrichter: Simanovic |

| 1. Juli 1966 | Polen | 10 : 23  | Jugoslawien                | Eisstadion, Zagreb Zuschauer: 3 000 |
| 1. Juli 1966 |       | (3 : 13) | meiste Tore: Milković (12) | Eisstadion, Zagreb Zuschauer: 3 000 |
| 1. Juli 1966 | [ 1 ] |          |                            | Eisstadion, Zagreb Zuschauer: 3 000 |

| 2. Juli 1966 | Schweiz                            | 20 : 11 | Polen | Eisstadion, Zagreb Zuschauer: 8 000 Schiedsrichter: Domazet |
| 2. Juli 1966 | meiste Tore: Glaus & Seiler (je 5) | (8 : 8) |       | Eisstadion, Zagreb Zuschauer: 8 000 Schiedsrichter: Domazet |
| 2. Juli 1966 | [ 1 ]                              |         |       | Eisstadion, Zagreb Zuschauer: 8 000 Schiedsrichter: Domazet |

| 2. Juli 1966 | Rumänien | 7 : 20 | Jugoslawien | Eisstadion, Zagreb Zuschauer: 8 000 |
| 2. Juli 1966 | (5 : 9)  |        |             | Eisstadion, Zagreb Zuschauer: 8 000 |
| 2. Juli 1966 | [ 1 ]    |        |             | Eisstadion, Zagreb Zuschauer: 8 000 |

## Schweizer Mannschaft
Quelle: 
Betreuer
| Funktion        | Name           | Nationalität |
| --------------- | -------------- | ------------ |
| Coach/Trainer   | Bruno Hartmann | Schweiz      |
| Delegationschef | Werner Kim     | Schweiz      |
| Reisemarschall  | Otto Schwarz   | Schweiz      |
| Betreuer        | Max Bettina    | Schweiz      |
| Betreuer        | Walter Müller  | Schweiz      |

Spieler
| Spieler            | Spieler | Spieler       | Spieler                  | Gegner | Gegner | Gegner | Gegner | Gegner | Gegner | Total: | Total: |
| Name               | Pos.    | Geburtsdatum  | Verein                   | Sp.    | T      | Sp.    | T      | Sp.    | T      | Sp.    | T      |
| ------------------ | ------- | ------------- | ------------------------ | ------ | ------ | ------ | ------ | ------ | ------ | ------ | ------ |
| Walter Sedlmayer   | TW      | 18. Apr. 1932 | BSV Bern                 | X      |        | X      |        | X      |        | 3      | 0      |
| Michael Funk       | TW      | 16. Dez. 1941 | Grasshopper Club Zürich  | X      |        | X      |        | X      |        | 3      | 0      |
| Willy Glaus        | V       | 1941          | BSV Bern                 | X      |        | X      | 2      | X      | 5      | 3      | 3      |
| Heinz Lehmann      | V       | 1934          | BSV Bern                 | X      | 1      | X      | 1      | X      | 3      | 3      | 5      |
| Armin Seiler       | V       | 1939          | Grasshopper Club Zürich  | X      | 2      | X      | 5      | X      | 5      | 3      | 12     |
| Hans Güttinger     | V       | 1. Mai 1938   | Pfadi Winterthur         | X      |        |        |        | X      | 3      | 2      | 3      |
| Josef Stähelin     | V       |               | SV Fides St. Gallen      |        |        | X      |        |        |        | 1      | 0      |
| Rolf Gütlin        | S       | 25. Aug. 1941 | ATV Basel-Stadt          | X      | 1      | X      | 1      | X      | 0      | 3      | 2      |
| Bruno Walder       | S       | 1940          | ATV Basel-Stadt          | X      | 2      | X      | 2      | X      | 1      | 3      | 5      |
| Erich Dubler       | S       | 1939          | Grasshopper Club Zürich  | X      | 1      |        |        | X      |        | 2      | 1      |
| Urs Winistörfer    | S       | 1947          | TSV St. Otmar St. Gallen | X      |        | X      |        |        |        | 2      | 0      |
| Jean Aeschbach     | S       |               | Grasshopper Club Zürich  | X      |        | X      |        |        |        | 2      | 0      |
| Ueli Schweingruber | S       | 1944          | BSV Bern                 | X      |        |        |        | X      | 1      | 2      | 1      |
| Hugo Rey           | S       | 6. Feb. 1944  | SV Fides St. Gallen      |        |        | X      | 1      | X      | 1      | 2      | 2      |
| Hansruedi Meier    | S       | 1945          | RTV 1879 Basel           |        |        | X      |        | X      | 1      | 2      | 1      |